# 愛媛調理製菓専門学校
愛媛調理製菓専門学校（えひめちょうりせいかせんもんがっこう）とは、愛媛県松山市にある専修学校。

## 沿革
- 1973年 - 厚生省指定の調理師養成施設として愛媛調理師学校開校
- 1991年 - 愛媛調理師学校に専門課程の設置により、校名を愛媛調理師専門学校に改称
- 2000年 - 愛媛調理師専門学校の校名を愛媛調理製菓専門学校に改称
- 2012年 - 文部科学大臣より2年制課程が業実践専門課程として認定される
- 2016年 - 松山市旭町より勝山町1丁目1-5へ移転

## 設置学科
様々な分野を学べるように複数の学科を受けられるコースが設けられている。また国内や海外の提携している調理系の学校への研修制度も設けられている。
- 調理師科（1年制）
- 調理師科（2年制）
  - 高度調理技術専攻:職業実践専門課程 認可
  - 健康栄養調理専攻:職業実践専門課程 認可
- 製菓･製パン科（1･2年制）:職業実践専門課程 認可（2年制）
- カフェ科（1年制）

## 主な資格取得
- 製菓衛生師
- 調理師
- ふぐ調理師
- 食育インストラクター
- 介護食士
- ラッピングクリエーター
- カフェクリエーター
- 食品技術管理専門士
- 専門士（2年制学科）

## 周辺
- 愛媛県立松山商業高等学校
- ファミリーマート松山勝山通店
- ローソン勝山通り店
- Cafe にこら（学校法人愛媛学園のカフェスタイル実習施設）

## アクセス
- 鉄道
  - 伊予鉄道勝山町停留場から徒歩で約7分。
- バス
  - 伊予鉄バス松山商業前停留所から徒歩で約5分。